# نسبت کیو توبین
نسبت کیو توبین، (به انگلیسی: Tobin's Q ratio) به نسبتی گویند، که توسط جیمز توبین، اقتصاددان برنده جایزه نوبل از دانشگاه ییل ارائه گردید. او بر این فرض بود، که دارایی‌های شرکت باید قابلیت جایگزینی ارزش بازار شرکت را داشته باشد. بدین ترتیب چنان‌چه ارزش بازار شرکت بیش از دارایی‌های آن باشد، این شرکت توانسته به‌نحوی بهینه، از دارایی‌های خود استفاده نماید. در این صورت ارزش سهام بیش از ارزش فعلی آن است.
در صورتی‌که ارزش بازار شرکت، کمتر از ارزش دارایی‌های شرکت باشد، شرکت نتوانسته از دارایی‌های خود، به صورت بهینه استفاده کند.
{\displaystyle q={\frac {\text{value of stock market}}{\text{corporate net worth}}}}